# District de Shimotakai
Le district de Shimotakai (下高井郡, Shimotakai-gun) est un district de la préfecture de Nagano, au Japon.

## Géographie
Le district de Shimotakai s'étend sur 423,19 km2.

### Municipalités
- Kijimadaira
- Nozawa onsen
- Yamanouchi